# Bodrești
Bodrești – wieś w Rumunii, w okręgu Alba, w gminie Ciuruleasa. W 2011 roku liczyła 26 mieszkańców.